# أبو القاسم بن حلوش
أبو القاسم بن أحمد بن حْلُوش المستغانمي هو  عالم وإمام جزائري
| أبو القاسم بن حلوش | ..قصدنا من المحطة إلى مسجد الأخ الشيخ بلقاسم بن حلوش لما بيننا من سابق المعرفة بالمكاتبة وروابط المودة المتأكدة ولأن ابنه الشيخ مصطفى أحد مريدينا ومن أعزهم علينا فتلقيانا بالحفاوة والسرور الزائدين وانزلنا على الرحب والسعة ومن غده دعا للعشاء معنا أعيان البلد. عبد الحميد بن باديس | أبو القاسم بن حلوش |

## نشأته ودراسته
ولد سنة 1881 م بمستغانم، وشب في أحضان علمية، فحفظ القرآن الكريم وأتقنه وجوَّدهُ على أئمة زاويتهم التي أنشئت خصيصًا لقراءة القرآن، وتلقي مبادئ العلوم، في حي «تاجديت»، وحين أتمَّ مرحلة قراءة القرآن عكف على الدروس العلميَّة فتتلمذ على علماء وفقهاء عصره الذين كانت مدينة مستغانم تعجُّ بهم، فلم يتوقف عن الأخذ منهم حتى أدرك مشايخُهُ أنه على أتمّ الاستعداد لمباشرة التعليم، فأذنوا لهُ بالتدريس لما يتمتع به من خبرة ونجابة وذكاء وفهم، فأصبح بدوره يستقبلُ الطلبة في زاويتهم ويُشرفُ على تعليمهم ورعايتِهِم.

ثم تصدَّى للتدريس والوعظ والإرشاد في مسجدِهِ، في حيّ: «تاجديت»، ووصف مُكاتِبٌ جريدة «البلاغ الجزائري»، التي كان يُصدرها أتباع الطريقة العليوية بمستغانم، تحت عنوان: «جولة نائبنا في الأنحاء الوهرانية»: 
| أبو القاسم بن حلوش | ..إلى محروسة مستغانم...وفي مدة إقامتي اجتمعت كذلك بالفقيه الورع الشيخ بلقاسم بن الحلوش فوجدته حاذقًا لبيبًا فقيهًا ورعًا جامعًا بين شريعة وحقيقة، فقضينا معه سويعات آنسنا منه فيها لطفًا وأخلاقًا كريمة.... | أبو القاسم بن حلوش |

وهذا مكاتبُ آخر للجريدة نفسِها يتحدث عن الشيخ أبي القاسم فيقول:
| أبو القاسم بن حلوش | ..أما الدروس العلميَّة فهي شبيهة بالمدارس العربية في الوجود -يعني: في القِلَّة!- ولولا فضيلة الشيخ المفتي سيدي عبد القادر بن قارة مصطفى والشيخ سيدي بلقاسم بن الحلوش الإمام بجامع سيدي السائح، لما رأيتَ في مستغانم شخصين يجتمعان على مسألة علميَّة.... | أبو القاسم بن حلوش |

## معجمعية العلماء المسلمين الجزائريين
لقد أعجب الشيخ أبو القاسم بن حلوش  بنهضة الشيخ المدرس الأكبر وباعث النهضة الدينيّة والعلميّة في الوطن الجزائري: الشيخ ابن باديس، فكان من المحبِّذين لها، والمدافعين عنها، والمستبْشرين بنجاحها، والمؤمّلينَ لاكتساحها الموروثات البِدعيَّة، واحتضانها من قِبَلِ البيوتات الجزائريَّة، وهكذا كان الشيخ أبو القاسم  من أوائل الداعين إليها، والعاملين لازدهارها وانتشارِها، فبعث بابنه الشيخ مصطفى  إلى قسنطينة، ليأوي إلى عرينِ الأسد، ويستمِدَّ من قوته، ويكونَ جنديًّا من جنودِ الإصلاح، فانتقلَ الابنُ مصطفى إلى «الجامع الأخضر»، سنة 1926 م-1345 هـ، بعد أن تلقى مبادئ العلوم الأولية على يد والده ؛ واستوعب الدروس التي كان يُلقيها على طلبته في الفقه واللغة وأنواع المعارف الأخرى.

لم يتردَّد الشيخ أبو القاسم بن حْلُوش في الانضمام إلى هذه الجمعية إثر تأسيسها سنة 1931 م، والقبولِ بالعُضوية في مجلسِ إدارتِها، فكان مِن ضمن مؤسِّسيها، وعُضوًا إداريًّا فاعلاً فيها، يشدُّ عضُدَ إخوانه العلماء المصلحين، لا سيَّما الرئيس: الشيخ ابنُ باديس. وتأسست شُعبة للجمعية في مدينة مستغانم، برئاسة الشيخ أبي القاسم بن حلوش.

## نهجه الإصلاحي
يقول محمد الحسن: «واشتهر الشيخ أبو القاسم بن حلوش بلقب العالم المتفتِّح، والمصلح السَّلفيّ فحفظه الله من الغرق في مستنقع الشعوذة والدجل والبدع، كما غرق فيه أترابه ولِدَاتُهُ، ولم يقف موقفًا سلبيًّا بإِزائهم، بل كان يُجاهرُ بالحق، ويُحارب البدع والخرافات، وقد لحقته من الطرقيين وأنصارِهِم، ومن أهل البدع وأشياعهم إذايات مختلفة، ولكنَّهُ ظلَّ صامدًا على فكرته الإصلاحيَّة السَّلفيَّة، فما وهن لما أصابهُ في سبيل الله وما ضعف وما استكان»اهـ.

## وفاته
تُوفي الشيخ أبو القاسم-رحمه الله- في 21 يناير 1949 م.

ونشرت جريدة النجاح خبر وفاته:
| أبو القاسم بن حلوش | رُزِئَتْ مستغانم صباح يوم الجمعة 21 ربيع الأول في عالم من علمائها وإمام صالح من صلحاءها ألا وهو العلامة الفقيه الشيخ بلقاسم ابن حلوش الإمام المدرس الحر بمسجد سيدي عبد الإله. ختمت أنفاسه... والتحقت إلى ربها... عن سنّ يناهز اثنين وسبعين سنة فكانت وفاته رَنَّةَ أَسَفٍ على أهل حاضرة مستغانم وكل من عرفه وعرف الفراغ الذي كان يسدّه وما كان له من الأثر الحسن في خدمة الدين الحنيف ونشر مبادئه بين المسلمين فقد قضى حياته كلّها في تدريس العلم وإرشاد الخلق إلى الحق. وبعد ظهر يوم السبت 22 ربيع الأول شيعت جنازته في موكب رهيب تعلوه المهابة والوقار حضرها العدد العديد من أعيان الحاضرة ونواحيها... وشخصيات كثيرة من مختلف الجمعيات تقديرًا لشخصية فقيد العلم والصلاح وكلهم متأسفون باكون على فراقه لتعظيمهم للفراغ الذي كان يسده... وأخيرا نرفع تعزيتنا الحارة لأبناء الفقيد وأقاربه وتلامذته ومحبيه وبالأخص إلى العلامة الجليل صديقنا الشيخ مصطفى ابن حلوش جعله الله خَلَفًا صالحا وابنا بارًّا يسد الفراغ الذي كان يعمره أبوه الراحل الكريم كما نسأل الله العظيم للفقيد الرحمة والمغفرة والرضوان وأن يسكنه في بحبوحة النعيم وفسيح الجنان بمنّه وكرمه إنه الرحيم الرحمن. مكاتبكم | أبو القاسم بن حلوش |

وكتب عنهُ رئيس جمعية العلماء ؛ الشيخ محمد البشير الإبراهيمي كلمةً مُنْصِفةً تحت عنوان: « مَوْتُ عَالِمٍ سَلَفِيٍّ مُصْلِحٍ هُوَ الشّيخ أبو القاسم بن حْلُوشْ »:
| أبو القاسم بن حلوش | بلغني في أثناء الأسبوع الماضي -وأنا على فراش المرض- خبر بموت العالم العامل المصلح الشيخ أبي القاسم بن حلوش، العضو الإداري السابق بجمعية العلماء، ووالد ولدنا الروحي الأديب الكاتب الشيخ مصطفى بن حلوش، بداره من ربض « تاجديت » بمستغانم. أَسِفْتُ لموت الشيخ أبي القاسم أعظم مما آسفُ لفقد قريب، لأنه هذه الطائفة الإصلاحية التي كان الشيخ أبو القاسم أحد أفرادها إنما تتقارب على المشارب، لا على المناسب، وتتصاحب بالأرواح لا بالأبدان. والشيخ أبو القاسم -رحمه الله- مصلح بطبعه وتربيته، خُلِقَ في منبع من منابع البدع، وفتح عينيه عليها، فأنكرتها فطرته السليمة، وتربيته القويمة من أول أمره، ونشأ على نفور منها وازدراء لأهلها. ولقي منهم تجريحا وأذى، ولقوا منه تسفيها وإنكارًا، وكان كل ذلك مزيدًا في رفعة شأنه. طلب العلم على فئة من الفقهاء المدارين المجارين للعامة في أهوائها، فأخذ ما صلح من علمهم، وهجر ما قبح من أعمالهم، ووحَّدَ الله وعبده بما شرع، على الوجه الذي شرع، وابتنى لنفسه مسجدًا من ماله بسوق « تاجديت » يصلي فيه بأتباعه في السيرة ويلقي عليهم دروسا في الوعظ والإرشاد، وفيه بدأ ينشر الإصلاح العملي فنبذ البدع اللاصقة بالعبادات، ولم يزل متطلعا إلى العلم الصحيح يطلع بدْرُه، متشوفا إلى الحق الصريح يَتَبَلَّجُ فجرُه، إلى أن ظهرت بواكير الحركة الإصلاحية العلمية في دروس الأستاذ الرئيس الشيخ عبد الحميد بن باديس، فجهز ولده الشيخ مصطفى حلوش لتلك الدروس ليستدرك بأحد أولاده ما فاته في نفسه، وأقرَّ اللهُ عينه ببلوغ مرامه. فكان من ذلك الولد للإصلاح ما يكون من جنديّ من جنوده المخلصين. فشارك بقلمه ولسانه في جميع الميادين. عاش الشيخ أبو القاسم بعد ذلك على سَمْتِ الصالحين، يتنعَّم بما يرى من انتصار الحق وأتباعه، وانْدِحار الباطل وأشياعه، إلى أن وافته منِيَّتُهُ راضيا مرضيا. فرحمه الله وأثابه جزاء إيمانه واستقامته. وأنا عن نفسي وعن جمعية العلماء ومؤسساتها أتقدم بالتعزية إلى ولدنا الشيخ مصطفى حلوش وإخوانه وأهل بيته، وإلى جميع أفراد الأسرة بمستغانم وسبدو مشاركًا لهم في الحزن، حاثا لهم على الصبر، راجيا لفقيدهم الرحمة | أبو القاسم بن حلوش |